# Hiroshi Nakano
Pour les articles homonymes, voir Nakano (homonymie).
Hiroshi Nakano (中野 洋司, Nakano Hiroshi) est un footballeur japonais né le 23 octobre 1983. Il évolue au poste de défenseur.

## Biographie
Hiroshi Nakano commence sa carrière professionnelle à l'Albirex Niigata, club de J-League 1. En début d'année 2011, il est transféré au Yokohama FC, club de J-League 2.